# Родолфо Родригес
Родолфо Серхио Родригес и Родригес (на испански: Rodolfo Sergio Rodríguez y Rodríguez) е бивш уругвайски футболен вратар, роден на 20 януари 1956 г. в Монтевидео. Той е рекордьор по мачове за националния отбор със 78 мача. Бил е и капитан на отбора. През 1983 г. печели Копа Америка, а три години по-рано - Мундиалито, турнир по случай 50-годишнината от първото световно първенство с участието на всички световни шампиони (без Англия). Родригес е в състава на Уругвай на СП 1986.
Най-голимете успехи на Родригес на клубно равнище са спечелването на Междуконтиненталната купа, Копа Либертадорес и три шампионски титли с Насионал Монтевидео.

## Успехи
- 1х Носител на Копа Америка: 1983 (с Уругвай)
- 1х Носител на Мундиалито: 1980 (с Уругвай)
- 1х Носител на Междуконтиненталната купа: 1980 (с Насионал)
- 1х Носител на Копа Либертадорес: 1980 (с Насионал)
- 3х Шампион на Уругвай: 1977, 1980 и 1983
- 1х шампион на щата Сао Пауло: 1984 (със Сантос)
- 2х шампион на щата Баия: 1993 и 1994 (с Баия)